# Обозівка
Обо́зівка — село в Україні, у Погребищенській міській громаді Вінницького району Вінницької області. Населення становить 94 особи (2001).

## Географія
Село Обозівка розташоване у лісостеповій зоні центральної частини північної області Придніпровської височини у північно-східній частині Вінницької області. Село лежить на правому березі річки Рось. На півдні й півночі від села розташовані ліси. Ліс на півночі має назву Липник. Крім того, на захід від села, на кордоні з селом Дзюньковом, розташований невеличкий Поповий ліс, що входить до меж Дзюнькова.
На заході Обозівка межує з селом Дзюньковом, на схід від неї розташовані села Збаржівка і Травневе.

## Адміністративна приналежність
Від часу утворення наприкінці 19 століття Обозівка входила до Дзюньківської волості Бердичівського повіту Київської губернії.
12 червня 2020 року, відповідно до розпорядження Кабінету Міністрів України № 707-р «Про визначення адміністративних центрів та затвердження територій територіальних громад Вінницької області», увійшло до складу Погребищенської міської громади.
19 липня 2020 року, в результаті адміністративно-територіальної реформи та ліквідації Погребищенського району, село увійшло до складу Вінницького району.

## Історія
Село Обозівка описується у спогадах араба Булос Ібн аз-Заїма аль-Халебі (Павла Халебського) під час подорожі у 1654 р. патріарха Макарія III[джерело?].
У 19 столітті Обозівка входила до складу містечка Дзюнькова, будучи одним з шести його кутків, себто частин. Однак, наприкінці 19 століття Обозівка виділилася в окремий населений пункт і з того часу іменувалася як село Обозівка.
У 1900 році в селі було 94 подвір'я, мешканців налічувалося 734 особи, з яких чоловіків — 362 особи, жінок — 372 особи. Головним зайняттям населення було хліборобство. У селі лічилося землі — 605 десятин, з яких належало поміщикам 365 десятин, селянам — 240 десятин. Село відносилося до категорії власницьких сіл й належало дворянину М. О. Шубовичу, будучи в оренді у Ю. Ф. Крачкевича. Система господарювання в Крачкевича й в селян — трипільна. У селі були початкова школа, водяний млин з чотирма поставами, що належав Шубовичу й був у оренді в такого собі М. Я. Спектора. На млину працювало троє чоловіків з місцевих селян. У селі також була цегельня, що також належала Шубовичу. Вона працювала під управлінням майстра І. Артемчука, на ній працювало п'ятеро робітників. В селі була також пожежна частина, що складалася з 1 насоса, 4 бочок, 2 багрів і 2 драбин й утримувалася селянською громадою з витратою 6 рублів на рік.
Під час Другої світової війни Обозівка в період з другої половини липня 1941 року була окупована фашистськими військами. Червоною армією село було зайняте 1 січня 1944 року.

## Населення
За даними перепису 2001 року населення села становило 94 особи, із них 100 % зазначили рідною мову українську.
| Рік            | 1897 | ~1900 | ~1902 | 1989 | 2001 |
| -------------- | ---- | ----- | ----- | ---- | ---- |
| Кількість осіб |      | 734   | 726   | 150  | 94   |

## Транспорт
Через село проходить маршрутний автобус з Погребищ до сіл Борщагівка й Довгалівка.